# Assedio di Osoppo
L'assedio di Osoppo, parte della prima guerra di indipendenza italiana, iniziò dopo che il 26 aprile 1848 l'esercito austriaco occupò la riva destra del fiume Tagliamento impossessandosi dei paesi di Trasaghis e Preone.

## Descrizione
Le forze di cui disponeva il forte di Osoppo sul colle di San Rocco erano composte da 475 uomini, quasi tutti volontari che non avevano mai prima di allora imbracciato un'arma, comandati da Licurgo Zannini, a cui andò anche il difficile compito di coordinare, come scrisse in una missiva « uomini più avvezzi all'uso della zappa che del fucile ma dal carattere indomito e dall'incrollabile fede nell'Italia ». L'assedio continuò ininterrottamente, il 12 maggio venne proposta agli italiani la resa, che fu respinta. Il 29 i difensori di Osoppo issarono sul punto più alto del forte il tricolore italiano insieme a cui fu issato un drappo con su scritto il messaggio "Italia unita".
I difensori di Osoppo, dagli spalti del colle di San Rocco, si beffavano del nemico, con un canto in lingua friulana che è giunto fino ai giorni nostri: « Il mio uomo è nella fortezze / fa il soldato con Zannini/  e quando io vedo quella bandiera / Il mio cure si bea ("Il njo omp al é tai fuarts/lui 'l é soldât cun Ğanin/ cuant ch'o viôt che bandiere/ il njo cûr al si gloríe").
Il 15 agosto, alla intimazione austriaca di resa viene risposto che gli ordini sono presi soltanto da Venezia, lo stesso giorno gli austriaci entrano a Peschiera
I difensori capitolarono, dopo sette mesi di assedio, di fronte ad un attacco finale preceduto da un pesante bombardamento avvenuto l'8 ottobre che farà molte vittime (per le quali la Repubblica di San Marco delibererà un aiuto alle famiglie superstiti) e obbligherà gli ultimi difensori a rinchiudersi nella fortezza. L'11 ottobre una deputazione di Osoppo dichiarerà la sottomissione del villaggio che si arrenderà agli austriaci il 14 ottobre.

### Ricordo dell'assedio
Nel corso della seconda guerra mondiale le formazioni partigiane autonome fondate su iniziativa di volontari di ispirazione laica, liberale, socialista e cattolica, attive nella Carnia e nel Friuli presero il nome di Brigate Osoppo proprio a simbolico ricordo di questo episodio risorgimentale.